# Ricigliano
Ricigliano ist eine italienische Gemeinde mit 1058 Einwohnern (Stand 31. Dezember 2023) in der Provinz Salerno in der Region Kampanien. Sie ist Bestandteil der Comunità Montana Tanagro - Alto e Medio Sele.

## Geografie
Die Nachbargemeinden sind Balvano (PZ), Muro Lucano (PZ), Romagnano al Monte, und San Gregorio Magno.